# Liaoconodon
A Liaoconodon az emlősök (Mammalia) osztályának és a fosszilis Eutriconodonta rendjének egyik neme. Ennek az állatnak még nem alkották meg a családját.

## Tudnivalók
A Liaoconodon ősemlős a kora krétához tartozó apti nevű korszakban élt, ezelőtt 120 millió évvel. A kelet-kínai Liaoning tartomány területén fordult elő; erről a tartományról kapta a nevét az állat. Maradványait a Jianchang megyei Jiufotang--formációban találták meg. A holotípus, melynek tárolószáma, IVPP V 16051, egy majdnem teljes csontvázból és koponyából áll.
A típusfajt, az úgynevezett Liaoconodon hui-t 2011-ben Jin Meng, Yuanqing Wang és Chuankui Li kínai őslénykutatók írták le, illetve nevezték meg először.
A Liaoconodon fogképlete: {\displaystyle {\tfrac {3.1.2.3}{3.1.2.4}}}

## Fordítás
- Ez a szócikk részben vagy egészben  a   Liaoconodon című angol Wikipédia-szócikk ezen változatának fordításán alapul.  Az eredeti cikk szerkesztőit annak laptörténete sorolja fel. Ez a jelzés csupán a megfogalmazás eredetét és a szerzői jogokat jelzi, nem szolgál a cikkben szereplő információk forrásmegjelöléseként.
- Ez a szócikk részben vagy egészben  a   Liaoconodon című német Wikipédia-szócikk ezen változatának fordításán alapul.  Az eredeti cikk szerkesztőit annak laptörténete sorolja fel. Ez a jelzés csupán a megfogalmazás eredetét és a szerzői jogokat jelzi, nem szolgál a cikkben szereplő információk forrásmegjelöléseként.